# Baron Darcy de Knayth
Baronowie Darcy de Knayth 1. kreacji (parostwo Anglii)
- 1332–1347: John Darcy, 1. baron Darcy de Knayth
- 1347–1356: John Darcy, 2. baron Darcy de Knayth
- 1356–1362: John Darcy, 3. baron Darcy de Knayth
- 1362–1398: Philip Darcy, 4. baron Darcy de Knayth
- 1398–1411: John Darcy, 5. baron Darcy de Knayth
- 1411–1418: Philip Darcy, 6. baron Darcy de Knayth
- 1641–1654: Conyers Darcy, 7. baron Darcy de Knayth i 4. baron Conyers
- 1654–1689: Conyers Darcy, 1. hrabia Holderness, 8. baron Darcy de Knayth i 5. baron Conyers
- 1689–1692: Conyers Darcy, 2. hrabia Holderness, 9. baron Darcy de Knayth i 6. baron Conyers
- 1692–1721: Robert Darcy, 3. hrabia Holderness, 10. baron Darcy de Knayth i 7. baron Conyers
- 1721–1778: Robert Darcy, 4. hrabia Holderness, 11. baron Darcy de Knayth i 8. baron Conyers
- 1778–1784: Amelia Osborne, 12. baronowa Darcy de Knayth i 9. baronowa Conyers
- 1784–1838: George William Frederick Osborne, 6. książę Leeds, 13. barona Darcy de Knayth i 10. baron Conyers
- 1838–1859: Francis Godolphin Darcy-Osborne, 7. książę Leeds, 14. baron Darcy de Knayth i 11. baron Conyers
- 1859–1888: Sackville George Lane-Fox, 15. baron Darcy de Knayth i 12. baron Conyers
- 1903–1929: Violet Ida Eveline Herbert, 16. baronowa Darcy de Knayth
- 1929–1943: Mervyn Horatio Herbert, 17. baron Darcy de Knayth
- 1943–2008: Davina Marcia Ingrams, 18. baronowa Darcy de Knayth
- 2008 -: Caspar David Ingrams, 19. baron Darcy de Knayth